# Nazionale femminile di calcio della Moldavia
La nazionale di calcio femminile della Moldavia  è la rappresentativa calcistica femminile internazionale della Moldavia, gestita dalla locale federazione calcistica (FMF).
In base alla classifica emessa dalla FIFA il 15 marzo 2024, la nazionale femminile occupa il 120º posto del FIFA/Coca-Cola Women's World Ranking.
Come membro dell'UEFA partecipa a vari tornei di calcio internazionali, come alle qualificazioni al campionato mondiale FIFA e al campionato europeo UEFA.

## Storia
La nazionale moldava venne istituita nei primi anni novanta con l'indipendenza della Moldavia, disputando amichevoli nei primi anni di attività. Nel 2001 disputò le prime partite ufficiali, prendendo parte alle qualificazioni europee al campionato mondiale 2003. Inserita nel gruppo 6 della Classe B – pertanto, senza possibilità di accesso alla fase finale – assieme a Jugoslavia, Irlanda e Grecia, vinse solo la partita in trasferta in Grecia, perdendo tutte le altre. Analogo epilogo ebbe la partecipazione alle qualificazioni europee al campionato mondiale 2007, disputate sempre in Classe B. Dopo 8 anni senza aver disputato partite internazionali, nel 2015 giunse la partecipazione alle qualificazioni al campionato europeo 2017, prima volta che la nazionale moldava partecipava alle qualificazioni per la fase finale della massima competizione continentale. Dopo aver superato il turno preliminare come prima classificata nel gruppo 1, venne inserita nel gruppo 4 della fase a gironi assieme a Svezia, Danimarca, Polonia e Slovacchia, che concluse con 8 sconfitte su 8 partite e una sola rete realizzata. Nel successivo biennio tornò a prendere parte alle qualificazioni europee al campionato mondiale 2019: superato il turno preliminare come migliore seconda classificata, venne sorteggiata nel gruppo 6 della fase a gironi, concludendo nuovamente all'ultimo posto, con un punto conquistato grazie a un pareggio contro la Romania e subendo anche una sconfitta per 12-0 contro il Belgio. Nel corso delle qualificazioni al campionato europeo 2022 la Moldavia ottenne una vittoria contro l'Azerbaigian e perse le altre partite.

## Partecipazione ai tornei internazionali
Legenda: Grassetto: Risultato migliore, Corsivo: Mancate partecipazioni